# (36076) 1999 RW60
1999 RW60 (asteroide 36076) é um asteroide da cintura principal. Possui uma excentricidade de 0.04576750 e uma inclinação de 10.88183º.
Este asteroide foi descoberto no dia 7 de setembro de 1999 por LINEAR em Socorro.